# Jan Rosenthal
Jan Rosenthal (Sulingen, 7 april 1986) is een Duits oud- profvoetballer die bij voorkeur als aanvallende middenvelder speelde. Hij tekende in 2013 een driejarig contract bij Eintracht Frankfurt, dat hem transfervrij overnam van SC Freiburg.

## Clubcarrière
Rosenthal werd in 2005 bij het eerste elftal van Hannover 96 gehaald. Hij maakte zijn Bundesliga debuut op 13 augustus 2006 tegen Werder Bremen. Op 21 oktober 2006 scoorde hij zijn eerste competitiedoelpunt tegen Schalke 04. Na tien jaar (vijf in de jeugd en vijf als prof) bij Hannover 96, tekende hij op 11 juni 2010 een driejarig contract bij SC Freiburg. Op 8 maart 2013 werd bekend dat Rosenthal het volgende seizoen voor Eintracht Frankfurt ging uitkomen. Hij tekende er een driejarig contract.
Medio 2020 is Rosenthal als voetbalprof gestopt.

## Interlandcarrière
Rosenthal speelde tussen 2007 en 2008 zestien interlands voor Duitsland -21. Hij debuteerde op 6 februari 2007 tegen Schotland -21. Hij speelde eerder twee keer in Duitsland -19.
1 Schuhen ·
2 López ·
3 Bueno ·
4 Zimmermann ·
5 Maglica ·
7 Lidberg ·
8 Marseiler ·
9 Hornby ·
10 Boëtius ·
11 Kempe ·
13 Thiede ·
14 Dreskovic ·
15 Nürnberger ·
16 Müller ·
17 Klefisch ·
18 Förster ·
19 Lakenmacher ·
20 Vukotic ·
21 Papela ·
26 Bader ·
28 Will ·
29 Vilhelmsson ·
30 Brunst ·
32 Holland · 
34 Corredor ·
38 Riedel ·
44 Baier ·
47 El Idrissi ·
49 Arania ·
Coach: Kohfeldt